# تاكيشي كامو
تاكيشي كامو (加 茂 健) (ولد 8 فبراير 1915- 26 مارس 2004) هو لاعب كرة قدم ياباني سابق، شارك في دورة الألعاب الاولمبية الصيفية عام 1936 في برلين.

## روابط خارجية
1. ↑  Takeshi Kamo Bio, Stats, and Results | Olympics at Sports-Reference.com نسخة محفوظة 05 يوليو 2017 على موقع واي باك مشين.

- تاكيشي كامو على موقع الاتحاد الدولي (مؤرشف)  (الإنجليزية)
- تاكيشي كامو على موقع ناشيونال فوتبول تيمز (الإنجليزية)
- تاكيشي كامو على موقع عالم كرة القدم.نت (الإنجليزية)
- تاكيشي كامو على موقع أوليمبيديا (الإنجليزية)